# Папсуевка
Папсу́евка — деревня в Почепском районе Брянской области (Россия), в составе Дмитровского сельского поселения. Расположена в 30 км от Почепа и в 80 км от областного центра — Брянска. Население — 207 человек.
В центре деревни на безымянном ручье устроен русловой пруд, площадью 6,4 га.

## Топонимика
Возможно, деревня названа по фамилии Папсуевых, один из которых — Михаил Михайлович Папсуев, уроженец Почепа, участник Великой Отечественной войны 1941—1945, кавалер трёх орденов Боевого Красного Знамени, двух — Отечественной войны, Красной Звезды, медалей. В составе эскадрильи пикирующих бомбардировщиков уже 22 июля 1941 года бомбил немецкий аэродром на Дунае. В результате четырёх заходов эскадрилья под командованием Папсуева уничтожила 16 бомбардировщиков, уничтожен склад горюче-смазочных материалов, была выведена из строя взлётно-посадочная полоса.

## Улицы
- Центральная улица
- Мира улица
- Труда переулок
- Молодёжный переулок

## Экономика
Основная деятельность населения: натуральное хозяйство, сбор ягод и грибов. Неподалёку от Папсуевки велись торфоразработки, разрабатывалось болото близ Судости. Имеются: клуб, три магазина, средняя школа, медпункт, автобусная остановка, зернохранилище и ферма.
Животноводческое хозяйство ТОО «Ударник»

### Инфраструктура
Газопровод и водопровод проложен по всем улицам в 2000 году. В 1990-х годах проведена телефонизация. Дороги внутри деревни грунтовые. В центре деревни расположено здание клуба.

### Транспорт

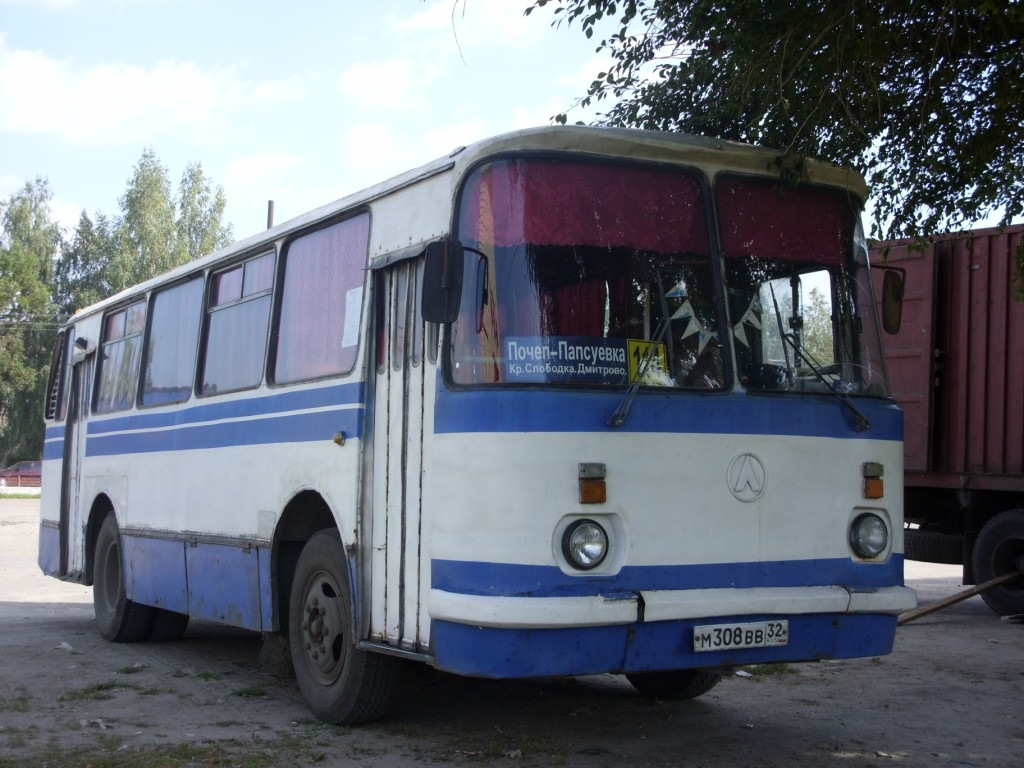
Автобус "Почеп-Папсуевка"

С районным центром (Почеп) Папсуевка связана ежедневным автобусным маршрутом Почеп — Папсуевка.
С областным центром Брянском еженедельным автобусным маршрутом Брянск — Папсуевка.

## Достопримечательности
- В деревне находятся памятник погибшим воинам ВОВ.
- На территории деревни имеется Папсуевская начальная общеобразовательная школа (около 20 учеников)
- Деревня, знаменита в районе своей близостью к грибным (груздь белый, рыжик, белый гриб и др.) местам, возможностями для охоты и рыбалки.
- Главные деревенские праздники: 19 декабря — праздник святителя Николая Чудотворца «Никола», «Октябрьские» (Октябрьская революция 1917 года).

## Упоминания в литературе
Баллада А. К. Толстого «Алёша Попович» (1871) в своё время была отвергнута двумя редакторами ведущих русских журналов по причине «безнравственности» её содержания. Баллада начинается так:
Кто веслом так ловко правит

Через аир и купырь?

Это тот Попович славный,

Тот Алёша-богатырь.

За плечами видны гусли,

А в ногах червлёный щит,

Супротив его царевна

Полонённая сидит…
Однако оказывается, что исторические и «богатырские» детали повествования здесь вроде бы совсем ни при чём. Герой баллады — просто известный «птицелов» по «девичьей» части. Он, говоря современным языком, «очередную ляльку укатывает» и в конце добивается своего… М. Н. Катков, не допустивший эту балладу для публикации в «Русском вестнике», с возмущением писал: «Добрый молодец привёл душу-девицу и не отпускает её, пока она не „сдастся“, а по миновании надобности он её отпустит, как в подобных случаях бывает… Приведённое к простому выражению, это было бы гадко, но в вычурных прикрасах, раздушенное, идеализированное, возвышенное к апофеозу, это становится гаже и возмутительнее». На это обвинение Толстой шутливо отвечал, что, как ему удалось выяснить, ничего «возмутительного» не произошло: «Попович и девица, проплыв 25 минут на лодке, сошли на берег в деревне по названию Папсуевка… где их и повенчал добрый священник отец Герасим Помдамурский…»
Алексей Константинович Толстой проживал в селе Красный Рог (ныне Почепский район Брянской области), в 20 км от деревни Папсуевка.

## Галерея

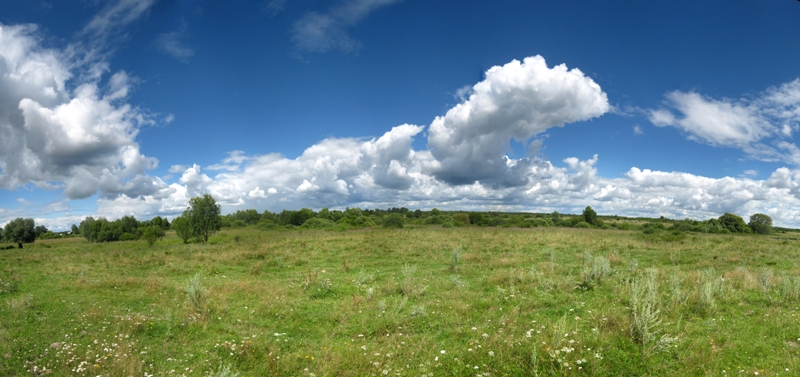
Природа Папсуевки
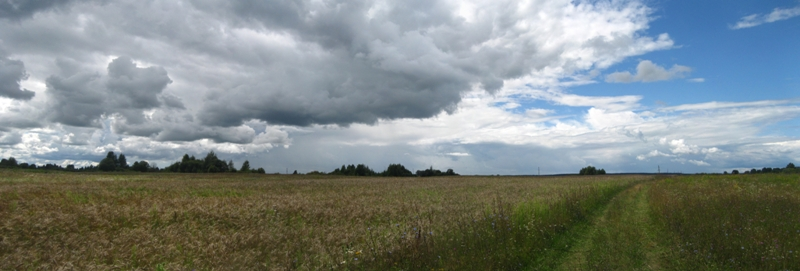
Природа Папсеувки
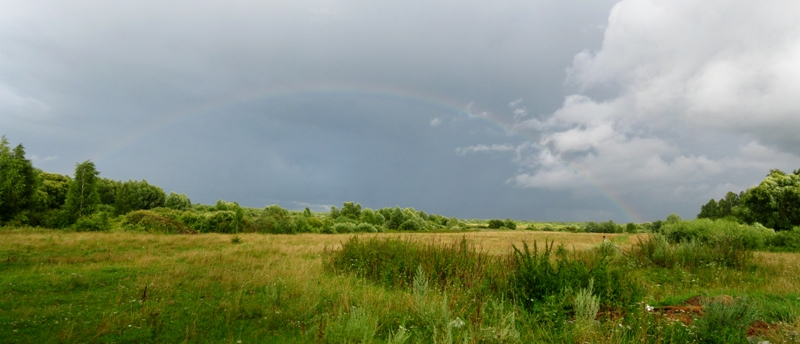
Природа Папсеувки
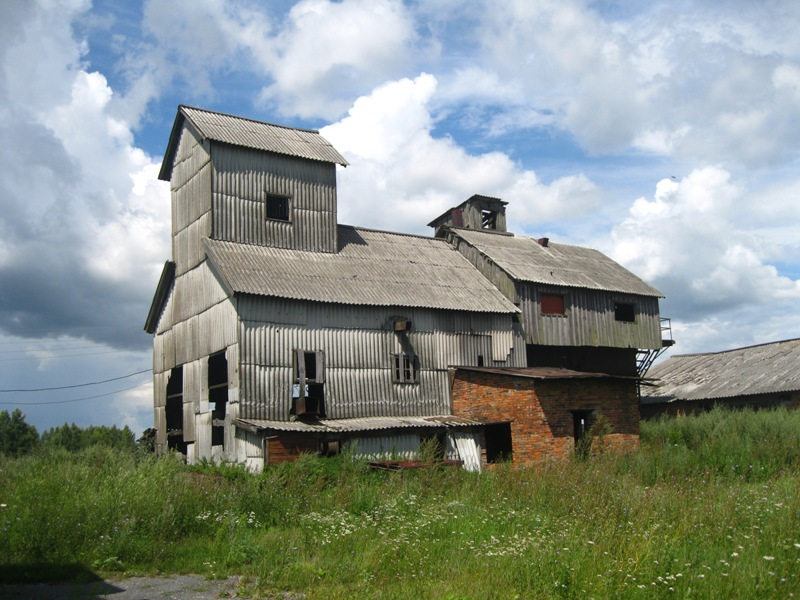
Развалины совхоза
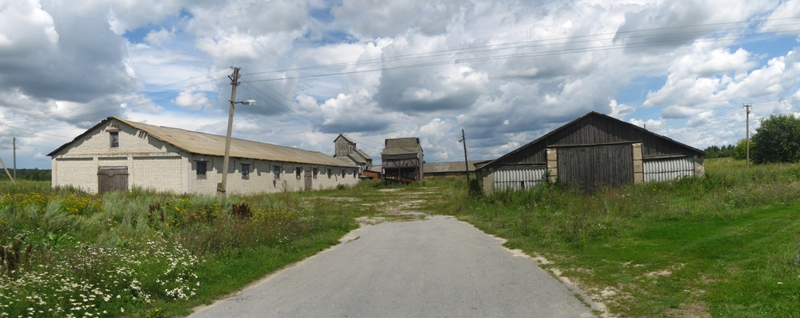
Развалины совхоза
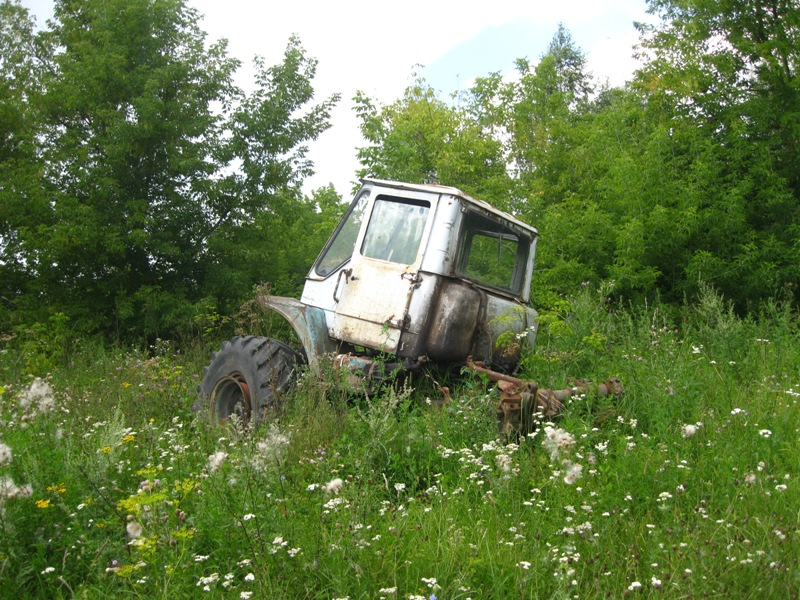
Развалины совхоза
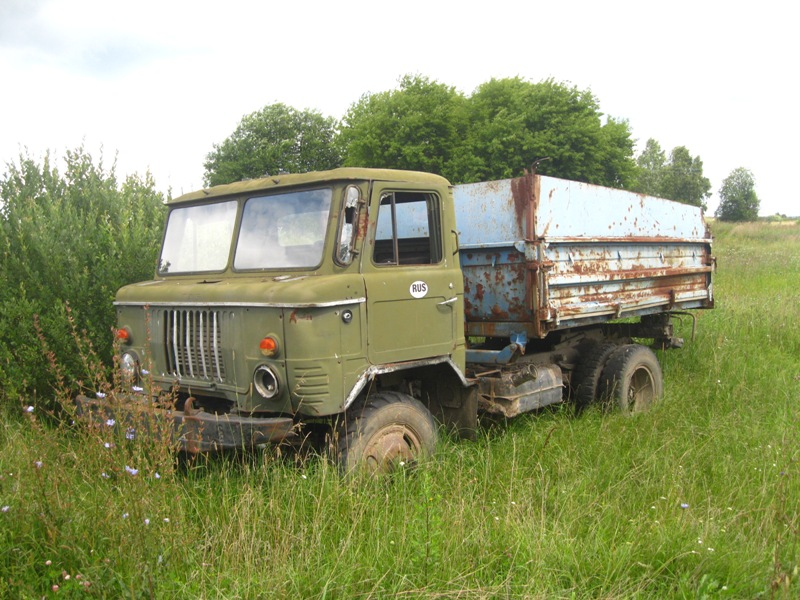
Развалины совхоза
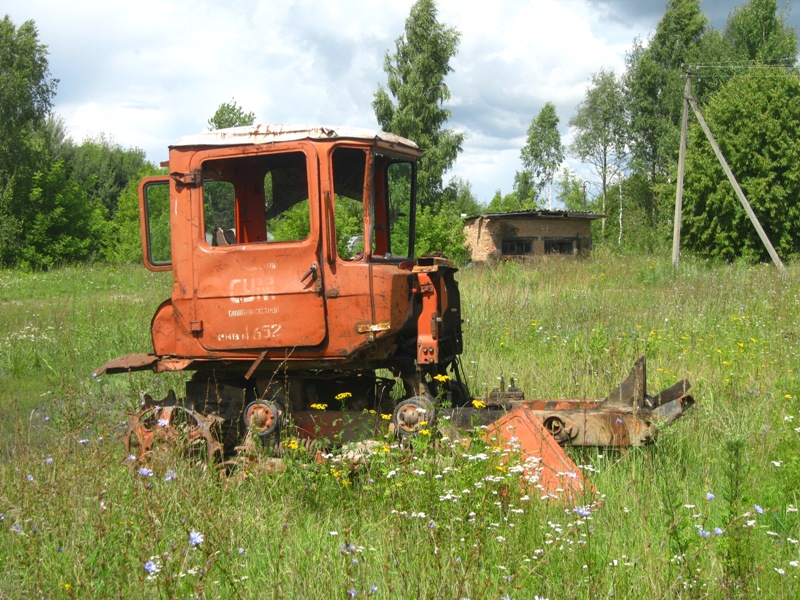
Развалины совхоза
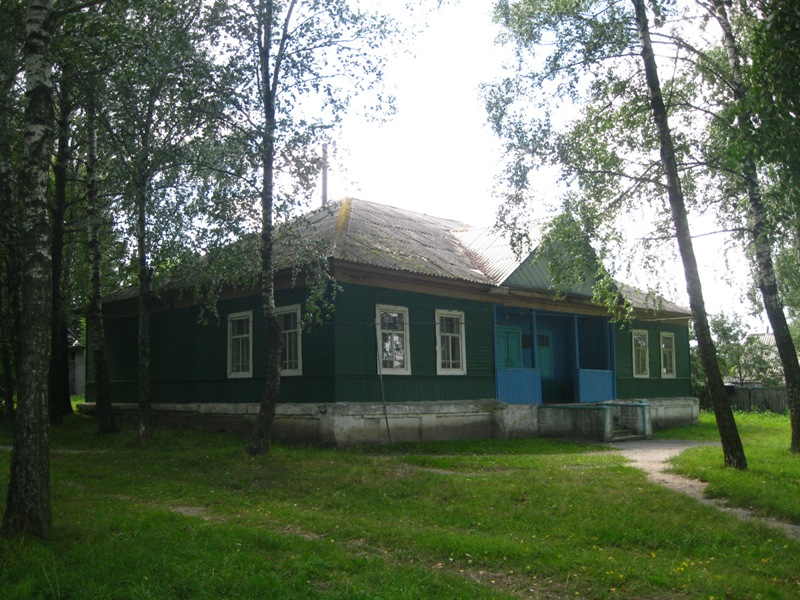
Папсуевский поселковый сельсовет
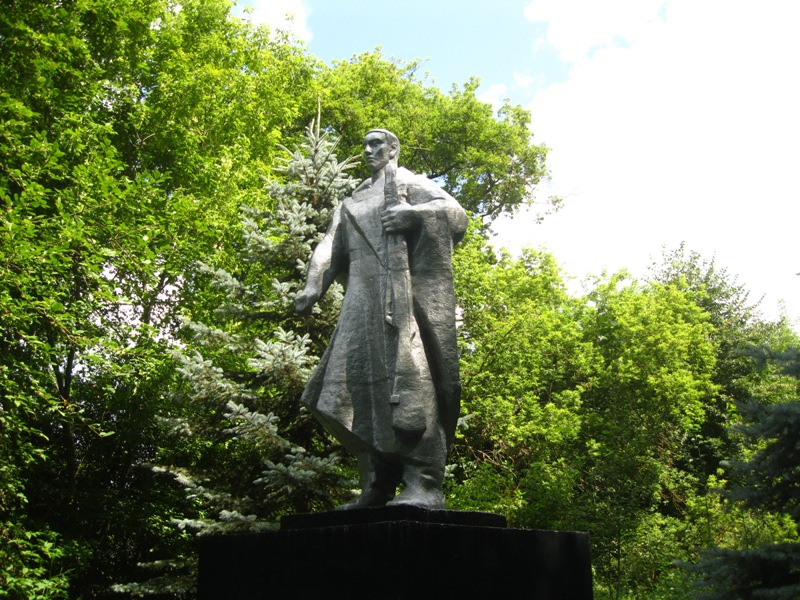
Памятник воинам ВОВ
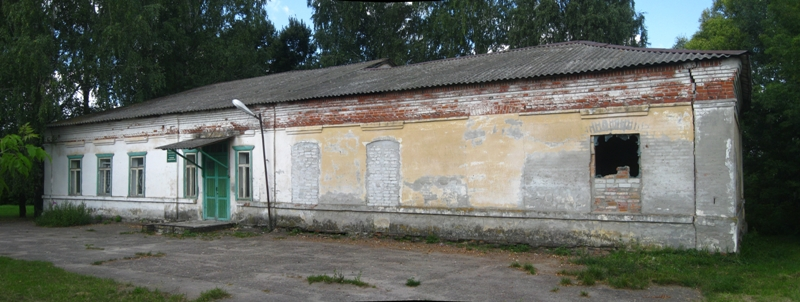
Бывшая Папсуевкская начальная школа
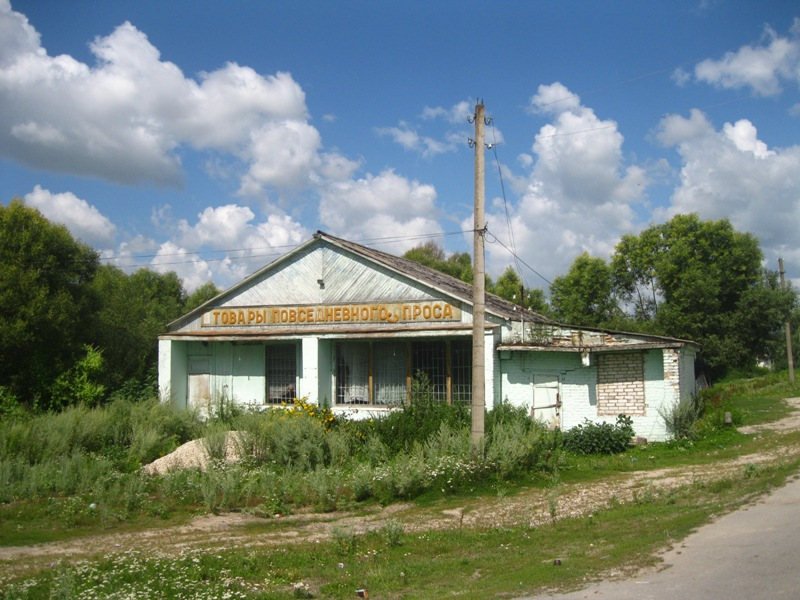
Магазин
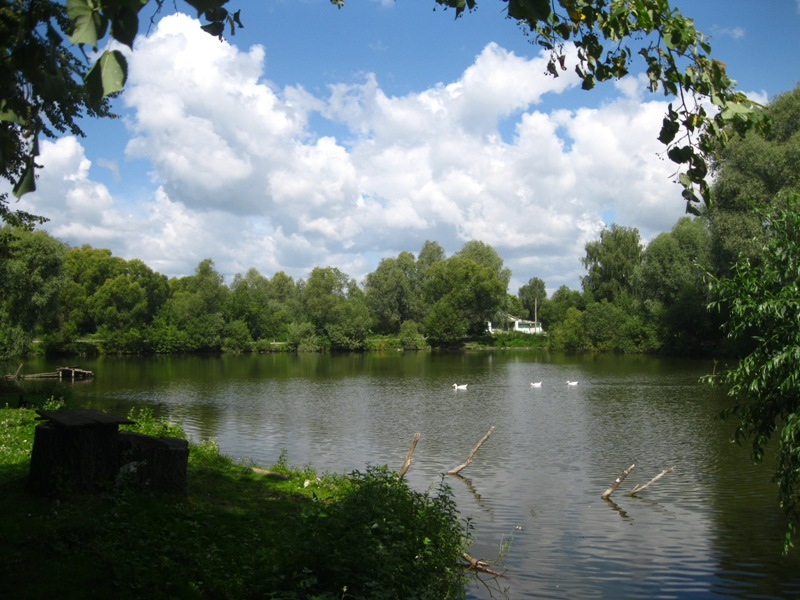
Папсуевское озеро
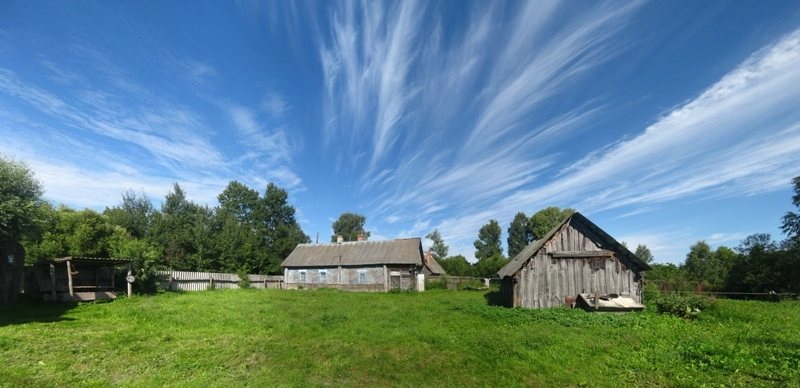
Двор в деревне Папсуевка
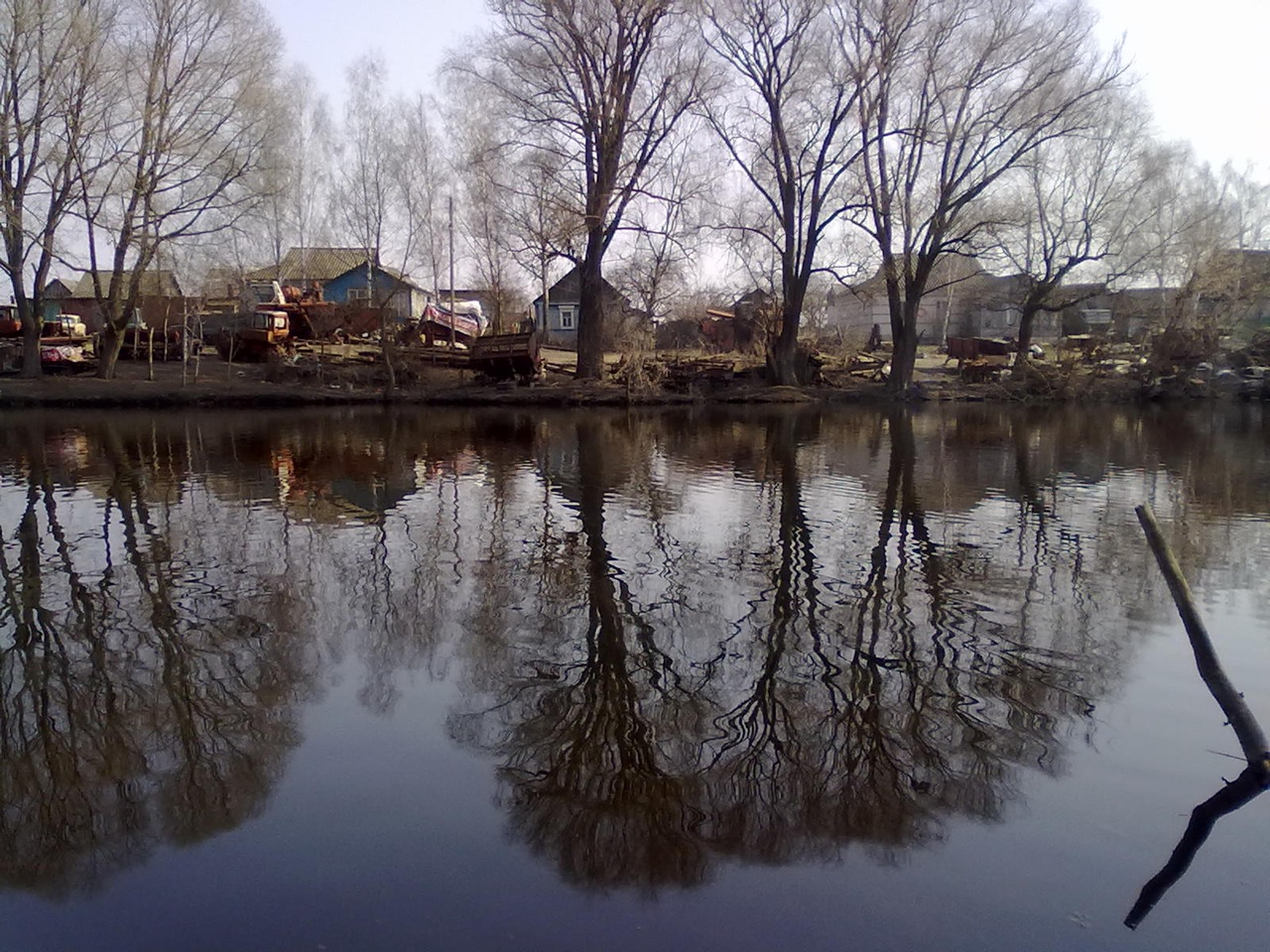
Озеро (пруд) в Папсуевке
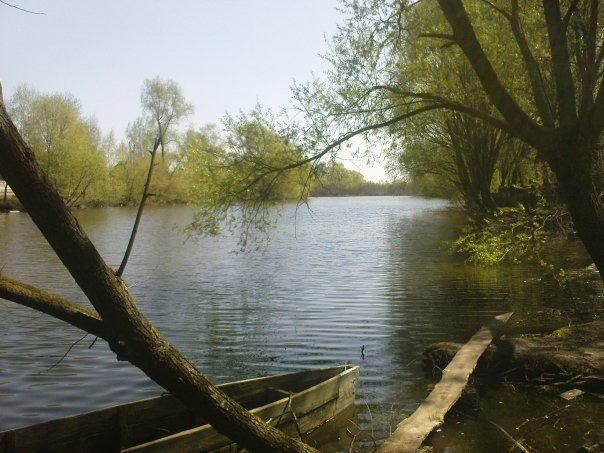
Озеро (пруд) в Папсуевке
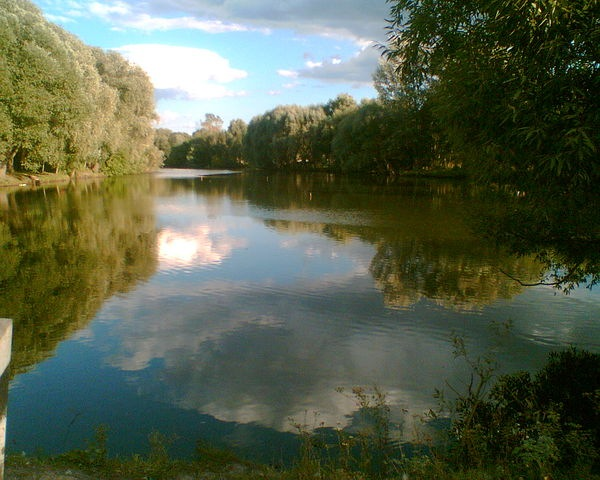
Озеро (пруд) в Папсуевке